# Бобков, Михаил Владимирович
Михаил Владимирович Бобков (1895—1960) — советский военный деятель, генерал-лейтенант (13.09.1944).

## Биография
Родился 18 октября 1895 года[по какому календарю?].
В РККА с 1919 года, участник Гражданской войны, воевал на Южном фронте.
После войны продолжил службу в РККА. С 14 февраля 1936 года — начальник штаба Тираспольского УР.
Великую Отечественную войну полковник Бобков встретил начальником штаба 5-го стрелкового корпуса, расположенного в городе Замбруве. На участке корпуса в наступление перешли войска 4-й немецкой полевой армии. На левом фланге части корпуса попали под мощнейший артиллерийский и авиационный удар в месте дислокации Семятыче и понесли при этом серьёзные потери. Таким образом, левый фланг корпуса оказался открыт и вдоль него свободно пошли войска противника. Но части центра и правого фланга корпуса вели бои за Чижев и на подступах к Замбруву. На этих позициях части корпуса попали под массированный удар артиллерии трёх дивизий противника и авиации, и под прикрытием огня, противник попытался форсировать Нарев. Первые попытки были отбиты, но вскоре оборона дивизии была прорвана, противник взял Сураж и к концу дня Заблудув; и у корпуса по существу оставался выход лишь на Белосток. В ночь на 26 июня 1941 года 13-я стрелковая дивизия получила приказ на отход в район Супрасльской пущи (северо-восточнее Белостока), но на марше попала под авианалёт и была уничтожена. 86-я стрелковая дивизия и примкнувшие к ней остатки 13-й стрелковой дивизии начали отход через Белосток к Волковыску и погибли в котле окружения. 6 июля 1941 года управление корпуса было расформировано.
В апреле 1942 года полковник Бобков назначен заместителем командующего 48-й армии по тылу.
Войска армии заняли оборону по р. Коробка западнее г. Новосиль. В конце июня-июле 1942 г. они вели тяжелые оборонительные бои на елецком направлении, в ходе которых отошли на рубеж Большой Малиновец, Залегощь (55 км восточнее г. Орел), Сетенева, Светитский (30 км западнее г. Ливны) и прочно удерживали его.
4 августа 1942 года Бобкову было присвоено звание генерал-майор.
4 декабря 1942 года Бобков назначен начальником штаба 48-й армии.
В феврале 1943 года 48-я армия перешла в наступление в направлении Малоархангельска; к 23 февраля вышла на рубеж юго-западнее Новосиль, севернее Малоархангельска. С 13 марта переподчинена Центральному фронту 2-го формирования, в составе которого летом и осенью 1943 г. участвовала в Орловской стратегической наступательной операции, освобождении Левобережной Украины (Черниговско-Припятская операция) и юго-западной части Брянской области. Продолжая развивать наступление на гомельском направлении, войска 48-й армии во взаимодействии с 65-й и 61-й армиями к 10 октября полностью очистили от противника левый берег р. Сож и форсировали её южнее Гомеля, завязали бои за город.
Член ВКП(б) с 1943 года.
26 ноября 1943 года назначен начальником штаба 65-й армии.

Могила генерала Бобкова на Введенском кладбище Москвы.

В Гомельско-Речицкой операции войска армии освободили ряд населенных пунктов на территории Белоруссии, в том числе во взаимодействии с 1-м гвардейским танковым корпусом и 48-й армией г. Речица (18 ноября), и к концу ноября вышли на рубеж Березины, южнее Паричи, Гамза, где перешли к обороне. В январе-феврале 1944 г. в ходе Калинковичско-Мозырской операции во взаимодействии с 61-й армией нанесли поражение противнику в районе Озаричи и улучшили своё оперативное положение. С 25 февраля включена в состав Белорусского фронта, с 6 апреля Белорусского фронта 2-го формирования. Летом (с 16 апреля) 1944 г. армия в составе войск 1-го Белорусского фронта 2-го формирования участвовала в разгроме, немецких войск в Белоруссии. В Бобруйской операции её соединения совместно с 48-й армией и другими силами фронта окружили и разгромили 40-тысячную группировку немецкой 9-й армии и освободили города Осиповичи (28 июня) и Бобруйск (29 июня). Развивая наступление на барановичском направлении, армия во взаимодействии с 48-й и 28-й армиями освободила Барановичи (8 июля). В последующем форсировала р. Щара, во взаимодействии с 1-м гвардейским танковым корпусом и фронтовой конно-механизированной группой освободила г. Слоним (10 июля) и в середине июля вышла на рубеж южнее Свислочь, Пружаны. В ходе Люблин-Брестской операции армия во взаимодействии с 48-й и 28-й армиями нанесла поражение части сил немецкой 2-й армии севернее Бреста и в конце июля вышла на р. Западный Буг. Продолжая наступление, её войска в августе форсировали Западный Буг, а в начале сентября вышли на р. Нарев и захватили плацдарм в районе Сероцка.
С ноября 1944 года армия входила во 2-й Белорусский фронт 2-го формирования, в составе которого принимала участие в Висло-Одерской, Млавско-Эльбингской и Восточно-Померанской стратегической операциях 1945 г. Свой боевой путь 65-я армия завершила участием в Берлинской стратегической наступательной операции, в ходе которой форсировала Одер (Одра) южнее Штеттина (Щецин) и, развивая наступление в направлении Фридланд, Деммин, вышла на побережье Балтийского моря севернее г. Росток.
После окончания войны генерал-лейтенант Бобков продолжил службу в Советской Армии. С июля 1945 по май 1946 года — начальник штаба 13-й армии. С мая 1946 по август 1947 — начальник штаба 8-й механизированной армии Прикарпатского военного округа.
После выхода в отставку проживал в Москве.
Умер 24 января 1960 года. Похоронен на Введенском кладбище (уч. 8).

## Память
В посёлке городского типа Кромы Орловской области именем Героя назван переулок.

## Воинские звания
- Полковник (13.12.1935);
- генерал-майор (4.08.1942);
- генерал-лейтенант (13.09.1944).

## Награды
СССР
- орден Ленина (21.02.1945[4])
- четыре ордена Красного Знамени (28.04.1943, 27.08.1943, 03.11.1944[4], 20.06.1949[4])
- орден Кутузова I степени (23.07.1944)
- орден Богдана Хмельницкого I степени (10.04.1945)
  - Медали в.т.ч.:
  - «XX лет Рабоче-Крестьянской Красной Армии» (1938)
  - «За Победу над Германией в Великой Отечественной войне 1941—1945 гг.»
  - «За освобождение Варшавы»

Приказы (благодарности) Верховного Главнокомандующего, в которых отмечен М. В. Бобков
- За овладение сильными опорными пунктами обороны немцев городами Макув, Пултуск, Цеханув, Нове-Място, Насельск на западном берегу реки Нарев, севернее Варшавы. 17 января 1945 года. № 224.
- За овладение штурмом городами Млава и Дзялдово (Зольдау) — важными узлами коммуникаций и опорными пунктами обороны немцев на подступах к южной границе Восточной Пруссии и городом Плоньск — крупным узлом коммуникаций и опорным пунктом обороны немцев на правом берегу Вислы. 19 января 1945 года. № 232.
- За овладение городами Гнев (Меве) и Старогард (Прейсиш Старгард) — важными опорными пунктами обороны немцев на подступах к Данцигу. 7 марта 1945 года. № 294.
- За овладение штурмом городом и крепостью Гданьск (Данциг) — важнейшим портом и первоклассной военно-морской базой немцев на Балтийском море. 30 марта 1945 года. № 319.
- За форсирование восточного и западного Одера южнее Штеттина, прорыв сильно укрепленной оборону немцев на западном берегу Одера и овладение главным городом Померании и крупным морским портом Штеттин, а также захват городов Гартц, Пенкун, Казеков, Шведт. 26 апреля 1945 года. № 344.
- За овладение городами Эггезин, Торгелов, Пазевальк, Штрасбург, Темплин — важными опорными пунктами обороны немцев в Западной Померании. 28 апреля 1945 года. № 350.
- За овладение городами Грайфсвальд, Трептов, Нойштрелитц, Фюрстенберг, Гранзее — важными узлами дорог в северо-западной части Померании и в Мекленбурге. 30 апреля 1945 года. № 352.
- За овладение городами Штральзунд, Гриммен, Деммин, Мальхин, Варен, Везенберг — важными узлами дорог и сильными опорными пунктами обороны немцев. 1 мая 1945 года. № 354.
- За овладение городами Росток, Варнемюнде — крупными портами и важными военно-морскими базами немцев на Балтийском море, а также захват городов Рибнитц, Марлов, Лааге, Тетерев, Миров. 2 мая 1945 года. № 358.
- За овладение городами Барт, Бад-Доберан, Нойбуков, Варин, Виттенберге и соединение на линии Висмар — Виттенберге с союзными нам английскими войсками. 3 мая 1945 года. № 360.
- За форсирование пролива Штральзундерфарвассер, и полное овладение островом Рюген. 6 мая 1945 года. № 363.

Других государств
- орден «Крест Грюнвальда» III степени ПНР, (1945)
- орден Возрождения Польши III степени ПНР, (1945)
- медаль «За Варшаву 1939—1945» ПНР (1945)
- медаль «За Одру, Нису и Балтику» ПНР, (1945)